# Maria Hill
Maria Hill è un personaggio dei fumetti creato da Brian Michael Bendis (testi) e David Finch (disegni), pubblicato dalla Marvel Comics. La sua prima apparizione avviene in New Avengers (vol. 1) n. 4 (marzo 2005).
Agente dello S.H.I.E.L.D. subentrata al comando dell'agenzia dopo la destituzione di Nick Fury per lo scandalo della guerra segreta a Latveria, Maria Hill, pur non condividendo i principi del predecessore, è altrettanto capace e autoritaria, cosa che l'ha portata a venire ugualmente rispettata dai supereroi nonostante spesso non si fidi di loro.

## Biografia del personaggio
Nata a Chicago, Illinois, Maria Hill viene cresciuta da un padre violento e alcolizzato che la colpevolizza per essere sopravvissuta a sua madre, morta dandola alla luce. Divenuta adulta si arruola nelle United States Armed Forces e diventa poi un'agente speciale dello S.H.I.E.L.D. di stanza a Madripoor, distinguendosi per varie azioni anti-terroristiche svolte in solitaria.
Al termine della scandalosa vicenda della guerra segreta a Latveria e dei suoi effetti disastrosi sulla città di New York, Nick Fury entra in clandestinità diventando irreperibile per chiunque e lasciando vacante il ruolo di direttore dello S.H.I.E.L.D. che, di conseguenza, i leader mondiali affidano all'unanimità a Maria Hill, non solo in quanto dotata di uno stato di servizio impeccabile ma soprattutto perché non rientra tra i "fedelissimi" di Fury. La sua nuova politica prevede la fine della collaborazione aperta coi supereroi, come richiesto dalle Nazioni Unite, e un maggior controllo delle attività superumane; cosa che provoca immediatamente dei contrasti con Capitan America e i Nuovi Vendicatori, alla cui formazione era contraria ma cui, suo malgrado, dovette acconsentire sia per lo status di agente dello S.H.I.E.L.D. della Donna Ragno (che le dà accesso a tutti i file dell'organizzazione) sia per l'autorizzazione governativa di Cap a formare una sua squadra qualora lo ritenesse opportuno.
L'astio tra i Nuovi Vendicatori e la neo direttrice aumenta dopo le indagini del team nella Terra Selvaggia, in cui alcuni agenti S.H.I.E.L.D. aprono il fuoco sugli eroi, e durante lo scontro con il Collettivo, in cui l'organizzazione spionistica si dimostra poco collaborativa. Ad ogni modo, in seguito, le capacità della donna e la sua dedizione alla giustizia la portano a guadagnare il rispetto di alcuni di loro, tra cui Iron Man.

### Civil War
Settimane prima che l'Atto di Registrazione dei superumani entri in vigore, la Hill convoca Capitan America, ordinandogli di istituire una squadra in grado di contrastare i supereroi ribelli, questi però si rifiuta ritenendo l'atto una violazione della libertà personale e, di conseguenza, la donna lo dichiara un fuorilegge sancendo il suo ordine di cattura. In qualità di direttrice dello S.H.I.E.L.D., essa diviene una dei principali esecutori dell'Atto di Registrazione, guidando le unità caccia-maschere e i nuovi Thunderbolts.
Dopo aver sventato un attacco alla Stark Tower, Maria Hill confida a Tony Stark di non aver mai desiderato la carica assegnatale e di pensare che la sola persona al mondo in grado di guidare l'organizzazione (oltre a Fury) sia lo stesso Stark che, dunque, al termine della guerra civile dei superumani, viene nominato nuovo direttore dello S.H.I.E.L.D. dal presidente degli Stati Uniti in persona, mentre Maria Hill diviene il suo vice.
Col tempo i due imparano a fidarsi l'uno dell'altra e la donna diviene molto meno legata al protocollo, anche grazie ai consigli di Dum Dum Dugan.

### Secret Invasion
Durante l'invasione segreta degli Skrull gli alieni mutaforma attivano un virus tecnologico sull'Helicarrier di modo che una loro truppa capitanata dal finto Jarvis possa assaltarlo. Nel momento in cui questi circondano la Hill e le sparano, scoprono tuttavia che essa, su consiglio di Fury, si era fatta sostituire da un Life Model Decoy; stratagemma che le permette di mettersi in salvo ed attivare il dispositivo di autodistruzione del velivolo uccidendo gli alieni.
Al termine dell'Invasione, Norman Osborn addossa a Tony Stark la colpa dell'accaduto e ne prende il posto facendo smantellare lo S.H.I.E.L.D. ed istituendo al suo posto l'H.A.M.M.E.R.. Maria Hill, consequenzialmente licenziata, decide di continuare a collaborare con l'ex-capo, Tony, col quale ha una breve relazione puramente sessuale.

### Dark Reign
Su richiesta di Tony, Maria rintraccia la Vedova Nera, per mettersi in contatto col nuovo Capitan America e farsi consegnare un'hard drive che provi le attività criminali di Osborn, durante l'operazione tuttavia, le due donne vengono catturate dall'H.A.M.M.E.R. e in loro soccorso giunge Pepper Potts, infiltratasi travestendosi da Madame Masque.
Dopo l'assedio di Asgard da parte dell'H.A.M.M.E.R., la Hill corre in soccorso di Thor e degli asgardiani. Successivamente, avendo guadagnato la stima di molti supereroi ed avendo lavorato a lungo al fianco di Iron Man, Capitan America le propone di lavorare sia coi Vendicatori che coi Vendicatori Segreti, cosa che lei accetta.
Contemporaneamente ritorna nel rinato S.H.I.E.L.D., dapprima sotto gli ordini di Daisy Johnson e, in seguito, di nuovo come direttrice.

### Nuovissimo Universo Marvel
Nel momento in cui il Consiglio di Sicurezza Mondiale scopre che la donna ha autorizzato il centro detentivo di Pleasant Hill, in cui i supercriminali catturati dallo S.H.I.E.L.D. subiscono il lavaggio del cervello venendo trasformati in cittadini pacifici, pur non rimuovendola dal suo incarico decidono di metterla sotto processo.

## Poteri e abilità
Maria Hill è una grande esperta di combattimento corpo a corpo, un'ottima leader ed un'abile stratega distintasi per vari meriti perfino in una zona difficile come Madripoor. Oltre ad aver compiuto l'addestramento delle United States Armed Forces ed a saper pilotare numerose tipologie di veicoli sia di terra che d'aria, è una spia dotata di capacità d'infiltrazione fuori dal comune, tale da divenire un'agente speciale dello S.H.I.E.L.D.. Infine, è un'esperta sia nell'utilizzo delle armi da fuoco che delle armi bianche.

## Altre versioni

### MC2
Nel futuro ipotetico di MC2, Maria Hill è un membro della National Security Force che, nonostante abbia raggiunto la mezza età, è ancora attiva in missioni sul campo e collabora spesso con Spider-Girl, mentre invece ha un rapporto conflittuale con American Dream.

### Ultimate
Nell'universo Ultimate Maria Hill è un'ex-agente dello S.H.I.E.L.D. poi divenuta detective al dipartimento omicidi del NYPD comprimaria nelle storie di Spider-Man (Miles Morales) del quale finisce per dedurre l'identità segreta.

## Altri media

### Marvel Cinematic Universe

Maria Hill interpretata da Cobie Smulders nel film The Avengers.

Nel franchise del Marvel Cinematic Universe, Maria Hill è interpretata da Cobie Smulders e, a differenza della controparte fumettistica, dimostra una maggior fiducia sia nei confronti di Nick Fury che dei supereroi in generale, incluso Capitan America:
- In The Avengers (2012) compare in veste di seconda in comando di Fury alla direzione dello S.H.I.E.L.D., ed assiste durante la formazione dei Vendicatori.
- Maria Hill è apparsa in due episodi della prima stagione della serie televisiva Agents of S.H.I.E.L.D. (2013)[28][29] e in un episodio della seconda[30].
- In Captain America: The Winter Soldier (2014) aiuta Fury a simulare la sua morte dopo che questi scopre dell'infiltrazione dell'HYDRA nello S.H.I.E.L.D., collaborando poi alla distruzione dell'agenzia per danneggiare il gruppo terroristico e trovando in seguito un nuovo incarico al dipartimento risorse umane delle Stark Industries[31].
- In Avengers: Age of Ultron (2015)[32], Hill avvisa gli Avengers della base in Sokovia da cui aveva ricevuto notizie da Culson, in seguito applicando il progetto Theta aiuta Fury a rimettere insieme un manipolo di agenti dello S.H.I.E.L.D. per assistere gli Avengers nella battaglia di Sokovia e, in seguito, fonda assieme a lui la nuova base del gruppo.
- In Avengers: Infinity War (2018), Hill appare nella scena post-crediti del film, dove è una delle vittime dello schiocco di dita del folle titano Thanos insieme a Nick Fury.
- In Avengers: Endgame (2019), Hill ritorna in vita dallo schiocco di dita di Hulk e presenzia al funerale di Tony Stark.
- In Spider-Man: Far from Home (2019), Hill aiuta Fury e Peter Parker a combattere contro Mysterio e gli Elementali, che stanno scatenando il caos in tutto il mondo. Alla fine del film si scopre che il Fury e la Hill visti nel film erano in realtà rispettivamente Talos, il capo degli Skrull, e sua moglie Soren in incognito sotto richiesta di Nick. Probabilmente la vera Hill si trova con Fury sull'astronave degli Skrull.
- Maria Hill riappare per l'ultima volta nella miniserie televisiva Secret Invasion (2023) dove viene assassinata da uno spietato e misantropico Skrull ribelle, chiamato Gravik, durante l'attentato in Russia.

### Animazione
- Maria Hill ha un ruolo minore nel film d'animazione anime Iron Man: Rise of Technovore (2013).
- Il personaggio compare nel film d'animazione anime Avengers Confidential: La Vedova Nera & Punisher (2014).

### Televisione
- Maria Hill compare in Iron Man: Armored Adventures, sebbene in tale versione presenti (nel doppiaggio originale) un marcato accento russo.
- Nella serie animata Avengers - I più potenti eroi della Terra, Maria Hill è un personaggio ricorrente.
- Maria Hill ha un cameo non parlato nella serie Avengers Assemble.
- Il personaggio appare nell'anime Disk Wars: Avengers.
- Maria Hill appare anche nella serie animata Moon Girl e Devil Dinosaur.

### Videogiochi
- Maria Hill è un personaggio non giocabile in Marvel: La Grande Alleanza 2.
- Nel videogioco Marvel: Avengers Alliance, Maria Hill ha un ruolo di supporto.
- Il personaggio compare nel videogioco Marvel Heroes.
- Maria Hill è un personaggio sbloccabile nel videogioco LEGO Marvel Super Heroes e LEGO Marvel's Avengers.
- Hill è un personaggio non giocabile in Marvel Avengers Alliance Tactics.
- È un personaggio non giocabile in Marvel's Avengers.
- Nel gioco Marvel Snap Maria Hill è una delle carte giocabili.